# Heterospilus tirnax
Heterospilus tirnax är en stekelart som beskrevs av Papp 1987. Heterospilus tirnax ingår i släktet Heterospilus och familjen bracksteklar. Inga underarter finns listade i Catalogue of Life.